# 突き出し
突き出し（つきだし）とは、相撲の決まり手の一つである。相手の胸や顔を掌で突っ張り、土俵の外に出す技。最も基本的な技の一つであるが、寄り切りや押し出しに比べれば出現頻度は少なめである。
明治から大正にかけての横綱太刀山峯右エ門の突きは強烈で、“一突き半で相手を突き出す”ということから「四十五日（一突き半→一か月半）」の異名をとった。その後も突っ張りの強い力士が一気に突き出しで決めたときには似たような言われ方がされる。

## 突き放し
現在公式の決まり手の名称としては採用されていないが、現在公式の決まり手の突き出しに含まれるもののうち、突っ張って、ポーンと一突き、相手が弾け飛んでしまった場合には、古くは「突き放し（つきはなし）」と呼ばれた。
公式決まり手制定以前において、「突き放し」として報道・記録された取組は非常に多いので、ここでは双葉山が「突き放し」で白星を記録した取組のみを例示する。
- 昭和7年3月場所2日目　○双葉山－鷹城山×　(当時双葉山は前頭4枚目)
- 昭和14年1月場所2日目　○双葉山－龍王山×　(当時双葉山は横綱時代)
- 昭和17年1月場所2日目　○双葉山－十三錦×　(〃)